# Nacionalni parkovi zapadne Tasmanije
Nacionalni parkovi zapadne Tasmanije ili Tasmanijska divljina (engleski: Tasmanian Wilderness) je zaštićeno područje nekoliko nacionalnih parkova u zapadnoj Tasmaniji (Australija) koji su 1982. godine upisani na UNESCO-ov popis mjesta svjetske baštine u Australiji i Oceaniji kao jedinstven primjer posljednjih velikih područja divljine umjerene klime na svijetu.
Ovo područje prekriva više od 13,800 km², što je 20% Tasmanije, i jedno je od najvećih zaštićenih područja na svijetu. Tu su pronađene vapnenačke špilje s dokazima o ljudskom stanovanju koji su stariji od 20,000 godina.

## Popis nacionalnih parkova
| Slika | Nacionalni park                                  | Osnovan | Površina        | Koordinate                                      | Bilješke |
| ----- | ------------------------------------------------ | ------- | --------------- | ----------------------------------------------- | --- |
|       | Nacionalni park Cradle Mountain-Lake St Clair    | 1922.   | 161,443 hektara | 41°49′49″S 145°55′27″E / 41.83028°S 145.92417°E | Park je smješten na Središnjim planinama, 165 km sjeveroistočno od Hobarta, i u njemu se nalaze planine: Cradle Mountain, Barn Bluff, Mount Pelion, Mount Oakleigh i Mount Ossa, te jezero St Claire. |
|       | Nacionalni park Franklin-Gordon Wild Rivers      | 1908.   | 446,342 hektara | 42°24′34″S 146°01′55″E / 42.40944°S 146.03194°E | Park se nalazi 117 km zapadno od Hobarta, na riječnom sustavu dvije rijeke, Rijeka Franklin i Rijeka Gordon, između Središnjih planina i Masiva zapadne obale. Njime dominira planina "Francuska kapa" koje je ime dobila jer oblikom podsjeća na Frigijsku kapu koja je bila popularna tijekom Francuske revolucije.                                |
|       | Nacionalni park planina Hartz                    | 1939.   | 71.4 km²        | 43°13′47″S 146°45′22″E / 43.22972°S 146.75611°E | Većina parka ima visinu oko 600 metara nadmorske visine, na zapadu od dijabaza, a na istoku od sedimentnih stijena nastalih tijekom više ledenih doba. |
|       | Nacionalni park krša Mole Creek                  | 1996.   | 13.45 km²       | 41°36′02″S 146°17′22″E / 41.60056°S 146.28944°E | Jedini nacionalni park koji je osnovan kako bi se zaštitio krajolik krša u kojem se nalazi 300 km, do danas poznatih, špilja i udubina sa stalagmitima i stalaktitima. Nalazi se 168 km sjeverozapadno od Hobarta. |
|       | Nacionalni park Jugozapadna divljina u Tasmaniji | 1955.   | 618,267 ha      | 42°50′01″S 146°08′58″E / 42.83361°S 146.14944°E | Najveći park na Tasmaniji nalazi se 93 km zapadno od Hobarta i prostire se od zapadne do južne obale Tasmanije. Park je slavan po svojoj nedirnutoj divljini i nepristupačnosti, ali i po jako promjenjivoj i oštroj klimi. Na kopnu se uglavnom prostire oko slikovitog jezera Pedder.                                                              |
|       | Nacionalni park Walls of Jerusalem               | 1978.   | 51,800 ha       | 41°52′08″S 146°15′31″E / 41.86889°S 146.25861°E | Park se nalazi 144 km sjeverozapadno od Hobarta, a ime je dobio prema geološkim fenomenima koji nalikuju Zapadnom zidu u Jeruzalemu. I druga mjesta u parku su nazvana prema biblijskim pojmovima, poput Herodovih vrata, Salominog jezera, Salamonovih dragulja, Damaščanskih vrata, Bazena Batšebe i sl. Najviši vrh u parku je Vrh kralja Davida. |
|       | Središnja Tasmanska visoravan                    | 1978.   | 908.7 km²       | 41°51′1″S 146°33′28″E / 41.85028°S 146.55778°E  | Središnja visoravan je najveća visoravan na Tasmaniji. Okružuju je "Veliki zapadni stupovi" na sjeveroistoku i Cradle Mountain na zapadu. |
|       | Državni rezervat Devils Gullet                   | 1972.   | 11.08 km²       | 41°40′25″S 146°20′19″E / 41.67361°S 146.33861°E | |
|       | Jugoistočna hrid Mutton Bird                     | 1994.   | 0.52 ha         | 43°25′S 145°58′E / 43.417°S 145.967°E           | Ova strma hrid visine 22 metra se nalazi na južnom kraju jugozapadne obale Tasmanije i važno je mjesto gdje se gnijezde ptice kao što su Tankokljuni zovoj, Sinji zovoj, Crnoglavi kormoran i Australski galeb. |

## Vanjske poveznice
- Tasmanian Parks & Wildlife Service site  Arhivirana inačica izvorne stranice od 7. listopada 2008. (Wayback Machine) (engl.) Službene stranice uprave
- Položaj svjetske baštine na Tasmaniji  Arhivirana inačica izvorne stranice od 7. rujna 2007. (Wayback Machine)